# 旭日企業

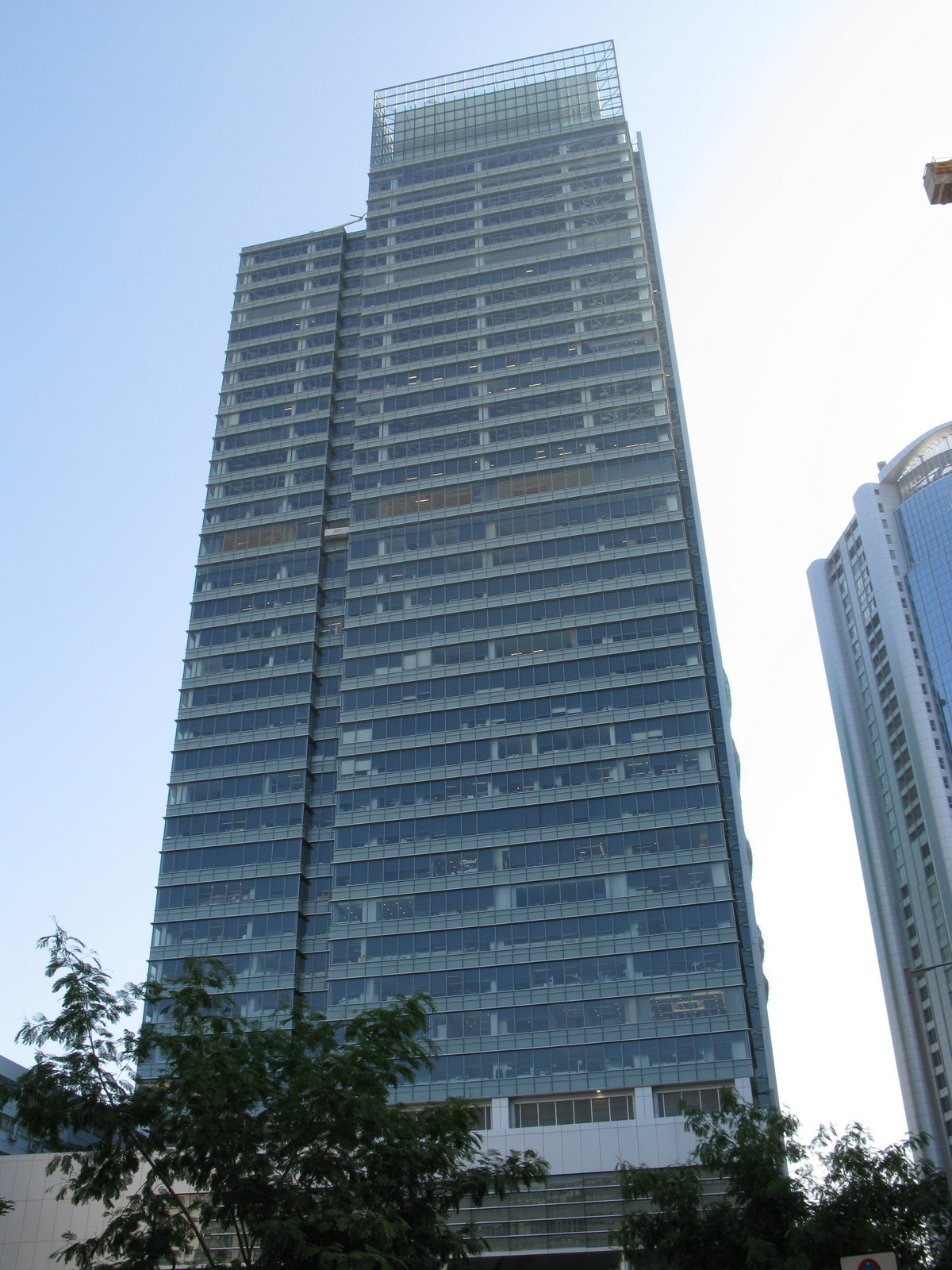
一號九龍

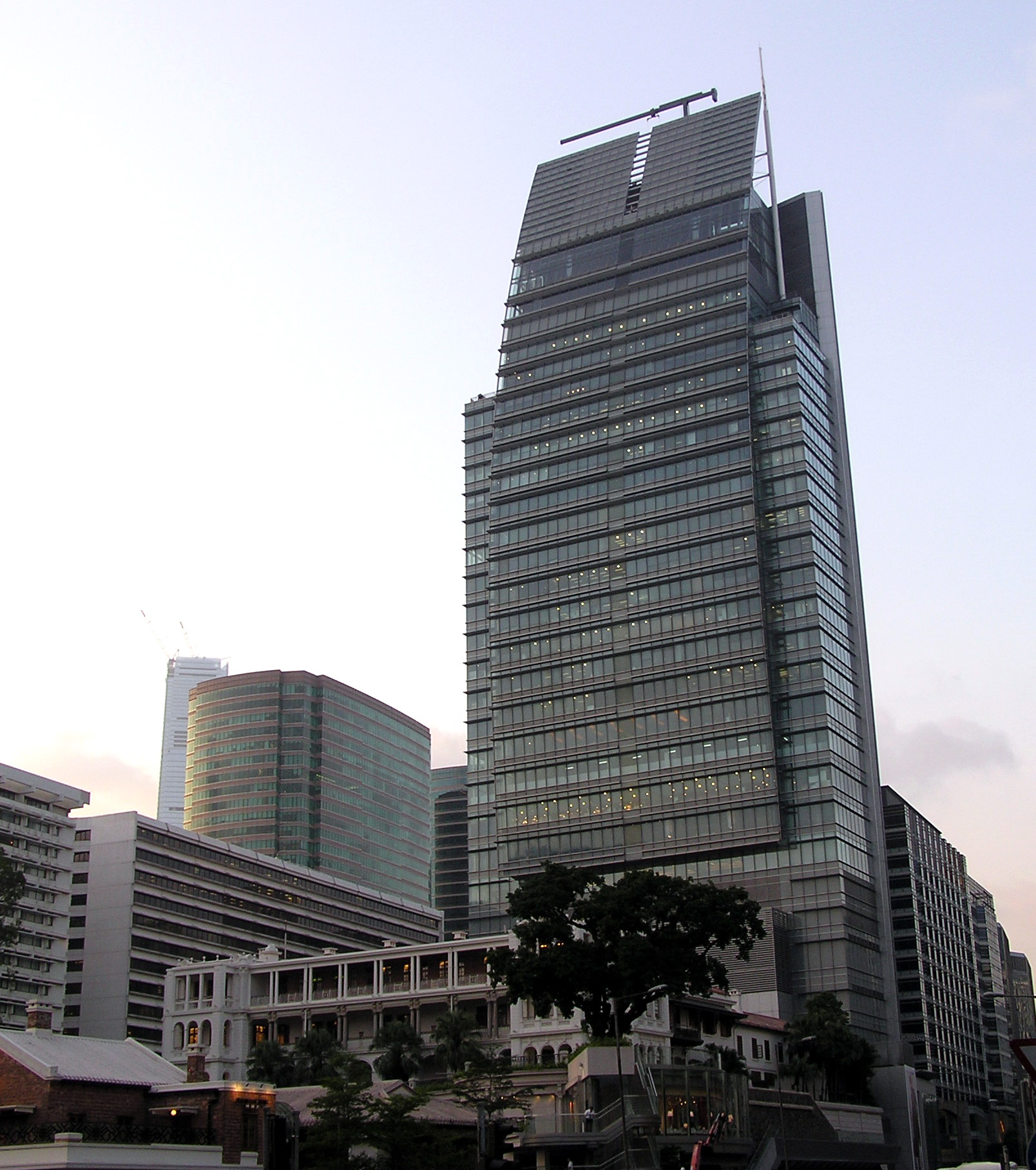
北京道一號

旭日企業（英語：Glorious Sun，港交所：393），是一家香港服裝零售、貿易及製造商和地產商。

## 旗下服裝品牌
- 真維斯
- Quiksilver
- Roxy

## 地產

### 香港
- 北京道一號
- 一號九龍
- 志成工業大廈
- 旭日集團大廈
- 德信工業大廈

### 中國内地
- 惠州城市花園
- 广州暨南大学体育场（以前香港旭日集团曾经用过）

### 美國
- 美國紐約505 Park Avenue、Blue Hill Plaza 和 Worldwide Plaza
- 美國達拉斯 學林苑（Woodcrest Apartments）、嘉利苑（Gallery Apartments）和 怡林苑（Woodglen Apartments）
- 美國西雅圖 湖邊花園（Lochmoore Shore）

### 加拿大溫哥華
- 匯展商場（Exhibition Plaza）

### 新加坡
奇士苑（Sarkies Mansion）、奇士花園（Sarkies Garden）

## 財務狀況
在2013年中期業績顯示期內股東應佔中期溢利僅錄得53,236,000港元；較去年同期（2012年：81,293,000港元）回落了34.51%。
2018年度公司報表顯示，公司純利為一億零七百萬，而去年同期為八千八百萬元純利增長率約三成四，而期內經營活動現金為1700萬元，而去年為1100萬元，增長率約五成半。

## 董事會

### 執行董事
- 楊釗：旭日企業董事長兼執行董事、真維斯董事長
- 楊勳：旭日企業副董事長兼執行董事
- 鮑仕基：旭日企業執行董事
- 許宗盛：旭日企業執行董事
- 張慧儀：旭日企業執行董事
- 陳永根：旭日企業執行董事
- 楊燕芝：旭日企業執行董事

### 獨立非執行董事
- 林家禮：旭日企業獨立非執行董事
- 王敏剛：旭日企業獨立非執行董事
- 劉漢銓：旭日企業獨立非執行董事
- 鍾瑞明：旭日企業獨立非執行董事

## 外部連結
- glorisun.com （页面存档备份，存于）

## 新聞
- 簡訊 （页面存档备份，存于）
- 異動股︰旭日企業(00393)中期績佳惟仍跌 （页面存档备份，存于）